# Мусохранов, Александр Филиппович
Алекса́ндр Фили́ппович Мусохра́нов (1921—2002) — командир пулемётного расчёта 1144-го стрелкового полка 340-й Сумской стрелковой дивизии 38-й армии Воронежского фронта, сержант. Герой Советского Союза.

## Биография
Родился 27 января 1921 года в селе Шабанове Кузнецкого уезда Томской губернии (ныне Ленинск-Кузнецкого района Кемеровской области) в семье крестьянина. По национальности русский.
В конце 1931 года семья Мусохрановых была раскулачена и выслана из родного села на спецпоселение в Чаинский район Нарымского округа Западно-Сибирского края (ныне — территория Томской) области. Здесь Александр окончил в 1937 году семилетку и поступил в Томский ветеринарный техникум. Однако вынужден был бросить учёбу, потому что, как сын спецпереселенца (то есть репрессированного), был лишён права на получение стипендии. Работал на золотых приисках, подсобным рабочим на электростанции. На следующий год он поступил в Томский библиотечный техникум. Окончив его, в начале июня 1941 года Мусохранов получил направление в село Подгорное Чаинского района на должность заведующего районной библиотекой. Отсюда 25 мая 1942 года Чаинским райвоенкоматом он был призван в армию.
Прошёл подготовку на специальность истребителя танков в городе Боготоле Красноярского края и был направлен на фронт. Боевое крещение молодой боец получил под городом Воронежем 25 июля 1942 года в составе 1047-го стрелкового полка 284-й Сибирской дивизии (бои по обороне Москвы). Через несколько дней после своего первого боя Александр Филиппович был в первый раз ранен. После госпиталя он был направлен в 104-ю отдельную стрелковую бригаду. Снова ранение, снова госпиталь.
После госпиталя и учёбы в 8-м армейском запасном полку 38-й армии он получил звание сержанта и военную специальность станкового пулемётчика. В составе 1144-го стрелкового полка сержант Мусохранов участвовал в боях по освобождению Сумской и Киевской областей Украины. Отличился в боях при форсировании реки Днепр.
30 сентября 1943 года сержант Мусохранов в числе первых преодолел реку Днепр, огнём из пулемёта отразил несколько атак противника, прикрыл переправу. Успешно форсировав реку, наши части выбили засевшего на берегу противника и стали продвигаться далее. В наградном листе отмечалось: 

«В боях за овладение дорогой Лютеж — Демидово преградил путь подброске подкрепления и вооружения противником. Было подбито: автомашина, две повозки с боеприпасами и уничтожено до 20 немцев. При форсировании реки Ирпень товарищ Мусохранов быстро переправил свой пулемёт через реку и, выйдя на шоссейную дорогу Демидово — Синяки, отрезал путь подхода к Демидовской группировке и уничтожил 1 легковую и 2 грузовых автомашины. Достоин звания Героя Советского Союза одновременно с вручением ордена Ленина и медали Золотая Звезда».
 Наградной лист был подписан 13 октября 1943 года. В этих боях Мусохранов был тяжело ранен.
Указом Президиума Верховного Совета СССР от 13 ноября 1943 года за образцовое выполнение заданий командования и проявленные мужество и героизм в боях с немецко-фашистскими захватчиками сержанту Александру Филипповичу Мусохранову присвоено звание Героя Советского Союза с вручением ордена Ленина и медали «Золотая Звезда» (N 8798). В том же году он вступил в ВКП(б).
После госпиталя в составе 467-й стрелкового полка он принимал участие в боях на Западной Украине, в форсировании рек Буга и Вислы, в Львовско-Сандомирской операции на территории Польши. Получил звание старшего сержанта.
Во время боёв старший сержант Мусохранов неоднократно заменял выбывших из строя командиров. Так, в боях за освобождение Польши он заменил погибшего командира пулемётного взвода; при форсировании Вислы, заменяя выбывшего из строя командира, взял на себя командование пулемётной ротой. В труднейших условиях рота без потерь переправилась через Вислу. Снова был ранен. За успешное проведение этой операции он был представлен к ордену Славы III степени.
После госпиталя в составе 81-й стрелковой дивизии участвовал в освобождении Чехословакии. Здесь в декабре 1944 года, встретив на марше однополчанина из 1144-го полка, впервые узнал, что за героизм на Днепре был представлен к званию Героя Советского Союза. В тот же день был ранен, уже шестой раз за войну. Это тяжёлое ранение стоило ему ампутации левой ноги и инвалидности II группы. День Победы встретил в госпитале города Саратова. В общей сложности в госпиталях он провёл 19 месяцев, выдержал 9 операций. Только в июне 1945 года в госпитале получил подтверждение о высокой награде.
13 ноября 1945 года в Кремле из рук О. В. Куусинена получил «Золотую Звезду» Героя Советского Союза, орден Ленина и орден «Славы».
В июне 1946 года, после выписки из госпиталя, А. Ф. Мусохранов был демобилизован. Вначале жил в Удмуртии, где окончил совпартшколу и год работал в Красногорском райкоме комсомола заведующим сектором учёта и статистики. В августе 1947 года А. Ф. Мусохранов переехал жить в Казахскую ССР, где вернулся к своей довоенной профессии библиотекаря. До марта 1950 года он заведовал Мекинской районной библиотекой в Акмолинской области. Из-за климатических условий, сказывавшихся на здоровье, Александр Филиппович уехал из Казахстана и вернулся в Томскую область.
Был направлен на работу в город Колпашево заведующим городской библиотекой. В этом городе он прожил более 20 лет. Был заведующим отделом культуры горисполкома, секретарём городской организации Всесоюзного общества «Знание». В конце 1971 года, выйдя на пенсию, переехал к дочери в посёлок Челябинск-70 (с 1993 года — город Снежинск), где и скончался 22 декабря 2002 года. Похоронен в Аллее почётного захоронения на городском кладбище Снежинска.

## Награды
- Медаль «Золотая Звезда» Героя Советского Союза (1943);
- орден Ленина (1943);
- орден Отечественной войны I степени (1985);
- орден Славы III степени (1943);
- медаль «За воинскую доблесть. В ознаменование 100-летия со дня рождения Владимира Ильича Ленина» (1970);
- медаль «За победу над Германией в Великой Отечественной войне 1941—1945 гг.» (1946);
- медаль «За оборону Москвы» (1946);
- медаль «За оборону Киева» (1961);
- юбилейная медаль «Двадцать лет Победы в Великой Отечественной войне 1941—1945 гг.» (1965);
- юбилейная медаль «Тридцать лет Победы в Великой Отечественной войне 1941—1945 гг.» (1975);
- юбилейная медаль «Сорок лет Победы в Великой Отечественной войне 1941—1945 гг.» (1985);
- юбилейная медаль «50 лет Победы в Великой Отечественной войне 1941—1945 гг.» (1995);
- нагрудный ветеранский знак-медаль «25 лет Победы в Великой Отечественной войне» (1970);
- медаль «Ветеран труда» (1975);
- медаль «В память 800-летия Москвы»;
- другие медали.

## Память
Александр Филиппович Мусохранов стал единственным Героем Советского Союза, проживавшим в городе Снежинске. В мае 2005 года на могиле героя установлен памятник, на одном из домов — мемориальная доска. В городе Ленинске-Кузнецком Кемеровской области его именем названа улица; в селе Коломинские Гривы Чаинского района Томской области именем Мусохранова названа улица и школа. В городе Колпашево в Аллее Героев установлен бюст земляка.